# Anders Aplin
Anders Aplin (født 21. juni 1991) er en fodboldspiller fra Singapore. Han har spillet for Singapores landshold.

## Singapores fodboldlandshold
| Singapores landshold | Singapores landshold | Singapores landshold |
| År                   | Kmp                  | Mål                  |
| -------------------- | -------------------- | -------------------- |
| 2018                 | 2                    | 0                    |
| Total                | 2                    | 0                    |